# Discobola gibberina
Discobola gibberina är en tvåvingeart som först beskrevs av Alexander 1948.  Discobola gibberina ingår i släktet Discobola och familjen småharkrankar. Inga underarter finns listade i Catalogue of Life.